# Andrés Seoane
Andrés Seoane Otero (12 de junio de 1912, Santiago de Compostela - 10 de mayo de 1978, León) fue un cantero, tallista, escultor y restaurador español. Es conocido por la réplica de la Virgen Blanca de la catedral de León, la escultura de San Jorge de Botines (León) y su actuación durante el incendio de la catedral de León de 1966.

## Reseña biográfica
Andrés Seoane Otero nacido en Santiago de Compostela el 12 de junio de 1912. Inicia su formación en el taller del escultor Francisco Asorey, comienza a trabajar muy joven en las obras de restauración de la catedral de Santiago de Compostela. De allí fue solicitado por Luis Menéndez-Pidal y Álvarez, arquitecto jefe de la 1.ª zona de Servicio de Defensa del Patrimonio Artístico Nacional que comprendía: Galicia, Asturias, Zamora y León, para la reconstrucción de la Torre de la catedral de Oviedo.
Continua sus trabajos de maestro de obras y tallista en restauración de la Santa Cueva de Covadonga, por esas fechas le encargan la talla en piedra del San Jorge del edificio Casa Botines en León. A esta ciudad se trasladará posteriormente con su familia y a ella permanecerá unido hasta su muerte, interviniendo en sus edificios más emblemáticos.
Luis Menéndez-Pidal y Álvarez le encarga la reproducción de la Virgen Blanca, su obra más emblemática, y le nombra Maestro General de las obras de restauración de la 1.º zona de Patrimonio Artístico Nacional de España. Elige León como centro neurálgico de todas las intervenciones de la zona y allí monta los talleres de restauración en la catedral y en la Basílica de San Isidoro donde cuenta con numerosos maestros canteros, tallistas de piedra y madera, doradores, estucadores, pintores al fresco, etc.
El 27 de mayo de 1966, durante el incendio de la catedral de León, tomó la responsabilidad, como maestro de obras que era en ese momento, de ordenar que se retiraran los bomberos que participaban en la extinción el incendio, ya que la piedra toba, utilizada en la construcción de la catedral, al ser muy ligera y porosa si recibía cantidades ingentes de agua, podía aumentar espectacularmente de peso, lo que hubiese originado toneladas de sobrepeso en las bóvedas y su inevitable desplome. Por esta arriesgada decisión, que salvó al edificio del desplome, recibió en 1966 la Orden Civil de Alfonso X el Sabio.
Sus cuatro hijos mayores: Santiago Seoane, José Andrés Seoane, Pelayo Seoane y Manuel Seoane, han continuado con una saga de canteros, tallistas y restauradores que abarca ya varias generaciones y la práctica totalidad de la geografía española.
Andrés Seoane falleció en León el 10 de mayo de 1978.

## Obras
- Restauración Catedral de Oviedo
- Restauración Santa Cueva de Covadonga
- Restauración Catedral de León
- Restauración San Isidoro de León[16][17]
- San Jorge de Botines[18][19]
- Virgen Blanca
- Guerreros del Palacio de los Guzamanes (León)[20]
- Fuente de San Isidoro[21]